# Eleições gerais no Brasil em 1962
Em 7 de outubro de 1962 (domingo) houve eleições diretas para governador em onze estados e foram eleitos os membros do Congresso Nacional do Brasil, no último pleito antes do Regime Militar de 1964. Estavam em jogo dois terços das vagas no Senado Federal e 409 assentos da Câmara dos Deputados. Os estados de Alagoas, Goiás, Guanabara, Maranhão, Mato Grosso, Minas Gerais, Pará, Paraíba, Paraná, Rio Grande do Norte e Santa Catarina só elegeriam seus governadores em 1965, sendo que o resultado da eleição em Alagoas não foi validado por questões legais. Foi a única eleição realizada no Governo João Goulart, sob a vigência do regime parlamentarista da Emenda Constitucional Número 4 de 1961. O resultado das eleições levou o Presidente João Goulart a nomear Hermes Lima como Presidente do Conselho até que fosse realizado o Plebiscito de 1963, no qual o regime presidencialista foi o vencedor, restaurando os poderes executivos do Presidente da República. A eleição sofreu forte interferência dos Estados Unidos que, através do embaixador Lincoln Gordon, forneceram cinco milhões de dólares para a campanha dos candidatos de oposição a João Goulart. Os recursos foram repassados através do Instituto Brasileiro de Ação Democrática (IBAD). Naquele pleito, o governador gaúcho Leonel Brizola foi o deputado federal mais votado do país, com 269 384 votos.

## Governadores eleitos em 1962
Na relação abaixo foram destacados em negrito os governadores de estado eleitos em 1965 visto que a duração uniforme dos mandatos só ocorreu a partir de 1970.
| Estado | Estado              | Região | Governador             | Partido | Vice-governador        | Detalhes |
| ------ | ------------------- | ------ | ---------------------- | ------- | ---------------------- | -------- |
|        | Acre                | N      | José Augusto de Araújo | PTB     | Não havia              | AC 1962  |
|        | Alagoas             | NE     | Muniz Falcão           | PSP     | Cleto Luz              | AL 1965  |
|        | Amazonas            | N      | Plínio Coelho          | PTB     | Não havia              | AM 1962  |
|        | Bahia               | NE     | Lomanto Júnior         | UDN     | Orlando Moscoso        | BA 1962  |
|        | Ceará               | NE     | Virgílio Távora        | UDN     | Figueiredo Correia     | CE 1962  |
|        | Espírito Santo      | SE     | Francisco Aguiar       | PTB     | Rubens Rangel          | ES 1962  |
|        | Goiás               | CO     | Otávio Lage            | UDN     | Osires Teixeira        | GO 1965  |
|        | Guanabara           | SE     | Negrão de Lima         | PSD     | Eloy Dutra             | GB 1965  |
|        | Maranhão            | NE     | José Sarney            | UDN     | Antônio Jorge Dino     | MA 1965  |
|        | Mato Grosso         | CO     | Pedro Pedrossian       | PSD     | Lenine Póvoas          | MT 1965  |
|        | Minas Gerais        | SE     | Israel Pinheiro        | PSD     | Clóvis Salgado da Gama | MG 1965  |
|        | Pará                | N      | Alacid Nunes           | UDN     | Renato Franco          | PA 1965  |
|        | Paraíba             | NE     | João Agripino          | UDN     | Severino Cabral        | PB 1965  |
|        | Paraná              | S      | Paulo Pimentel         | PTN     | Plínio da Costa        | PR 1965  |
|        | Pernambuco          | NE     | Miguel Arraes          | PST     | Paulo Guerra           | PE 1962  |
|        | Piauí               | NE     | Petrônio Portela       | UDN     | João Clímaco d'Almeida | PI 1962  |
|        | Rio de Janeiro      | SE     | Badger da Silveira     | PTB     | João Batista da Costa  | RJ 1962  |
|        | Rio Grande do Norte | NE     | Valfredo Gurgel        | PSD     | Clóvis Motta           | RN 1965  |
|        | Rio Grande do Sul   | S      | Ildo Meneghetti        | PSD     | Não havia              | RS 1962  |
|        | Santa Catarina      | S      | Ivo Silveira           | PSD     | Francisco Dall'Igna    | SC 1965  |
|        | São Paulo           | SE     | Ademar de Barros       | PSP     | Laudo Natel            | SP 1962  |
|        | Sergipe             | NE     | Seixas Dória           | PSD     | Celso Carvalho         | SE 1962  |

## Senadores eleitos em 1962
| Estado | Estado              | Região | Eleito em 1962                            | Partido     | Suplente                                     | Detalhes |
| ------ | ------------------- | ------ | ----------------------------------------- | ----------- | -------------------------------------------- | -------- |
|        | Acre                | N      | Adalberto Sena José Guiomard Oscar Passos | PTB PSD PTB | Godwasser Santos José Kairala Eduardo Assmar | AC 1962  |
|        | Alagoas             | NE     | Arnon de Melo Rui Palmeira                | UDN         | Hermann Torres Mário Gomes de Barros         | AL 1962  |
|        | Amazonas            | N      | Artur Virgílio Filho Mourão Vieira        | PTB         | Desiré Guarani Edmundo Levi                  | AM 1962  |
|        | Bahia               | NE     | Antônio Balbino Josaphat Marinho          | PSD PST     | Eduardo Catalão Artur Leite                  | BA 1962  |
|        | Ceará               | NE     | Carlos Jereissati Wilson Gonçalves        | PTB UDN     | Antônio Jucá Vicente Ferrer                  | CE 1962  |
|        | Espírito Santo      | SE     | Eurico Resende Raul Giuberti              | UDN PSP     | Paulo Barros Silverio Del Caro               | ES 1962  |
|        | Goiás               | CO     | José Feliciano Ferreira Pedro Ludovico    | PSD         | Armando Storni José Elias Isaac              | GO 1962  |
|        | Guanabara           | SE     | Aurélio Viana Gilberto Marinho            | PTB PTN     | Adamastor Lima Hélio Damasceno               | GB 1962  |
|        | Maranhão            | NE     | Sebastião Archer Vitorino Freire          | PSD         | José Matos de Carvalho Miguel Lins           | MA 1962  |
|        | Mato Grosso         | CO     | Bezerra Neto Filinto Müller               | PTB PSD     | Gastão Müller Humberto Neder                 | MT 1962  |
|        | Minas Gerais        | SE     | Benedito Valadares Nogueira da Gama       | PSD PTB     | Ovídio de Abreu Walter Ataíde                | MG 1962  |
|        | Pará                | N      | Catete Pinheiro Lobão da Silveira         | PST PSD     | Pedro Carneiro Moura Palha                   | PA 1962  |
|        | Paraíba             | NE     | Argemiro de Figueiredo João Agripino      | UDN         | Augusto Abrantes Domício Gondim              | PB 1962  |
|        | Paraná              | S      | Adolfo Franco Amaury Silva                | UDN PTB     | Milton Menezes Melo Braga                    | PR 1962  |
|        | Pernambuco          | NE     | José Ermírio de Moraes Pessoa de Queiroz  | PTB UDN     | Pinto Ferreira Severino Jordão               | PE 1962  |
|        | Piauí               | NE     | José Cândido Ferraz Sigefredo Pacheco     | UDN PSD     | Manoel da Silva Dias Cláudio Pacheco         | PI 1962  |
|        | Rio de Janeiro      | SE     | Aarão Steinbruch Vasconcelos Torres       | PTB         | Olegário Bernardes Gouveia Vieira            | RJ 1962  |
|        | Rio Grande do Norte | NE     | Dinarte Mariz Valfredo Gurgel             | UDN PSD     | Cortez Pereira Manuel Vilaça                 | RN 1962  |
|        | Rio Grande do Sul   | S      | Daniel Krieger Mem de Sá                  | UDN PL      | Nestor Pereira Gay da Fonseca                | RS 1962  |
|        | Santa Catarina      | S      | Atílio Fontana Konder Reis                | PSD UDN     | Renato Silva Celso Ramos                     | SC 1962  |
|        | São Paulo           | SE     | Auro de Moura Andrade Lino de Matos       | PSD PTN     | Miguel Leuzzi Lineu Gomes                    | SP 1962  |
|        | Sergipe             | NE     | Leite Neto Júlio César Leite              | PSD         | José Rollemberg Dilton Costa                 | SE 1962  |

## Câmara dos Deputados em 1962
| Estado | Estado              | PSD | PTB | PSP | UDN | PL | PTN | PSB | PRP | PR | PST | PDC | MTR | PRT | Total |
| ------ | ------------------- | --- | --- | --- | --- | -- | --- | --- | --- | -- | --- | --- | --- | --- | ----- |
|        | TF Acre             | 4   | 3   | 0   | 0   | 0  | 0   | 0   | 0   | 0  | 0   | 0   | 0   | 0   | 7     |
|        | Alagoas             | 1   | 1   | 2   | 5   | 0  | 0   | 0   | 0   | 0  | 0   | 0   | 0   | 0   | 9     |
|        | Amazonas            | 2   | 3   | 0   | 0   | 2  | 0   | 0   | 0   | 0  | 0   | 0   | 0   | 0   | 7     |
|        | TF Amapá            | 0   | 0   | 1   | 0   | 0  | 0   | 0   | 0   | 0  | 0   | 0   | 0   | 0   | 1     |
|        | Bahia               | 9   | 8   | 0   | 9   | 0  | 1   | 1   | 1   | 2  | 0   | 0   | 0   | 0   | 31    |
|        | Ceará               | 8   | 5   | 0   | 6   | 0  | 1   | 0   | 0   | 0  | 1   | 0   | 0   | 0   | 21    |
|        | Espírito Santo      | 2   | 2   | 0   | 1   | 0  | 2   | 0   | 1   | 0  | 0   | 0   | 0   | 0   | 8     |
|        | Guanabara           | 3   | 9   | 0   | 6   | 0  | 0   | 2   | 0   | 0  | 0   | 1   | 0   | 0   | 21    |
|        | Goiás               | 7   | 2   | 2   | 2   | 0  | 0   | 0   | 0   | 0  | 0   | 0   | 0   | 0   | 13    |
|        | Maranhão            | 11  | 0   | 3   | 2   | 0  | 0   | 0   | 0   | 0  | 0   | 0   | 0   | 0   | 16    |
|        | Minas Gerais        | 21  | 6   | 1   | 16  | 0  | 0   | 0   | 0   | 4  | 0   | 0   | 0   | 0   | 48    |
|        | Mato Grosso         | 3   | 1   | 0   | 4   | 0  | 0   | 0   | 0   | 0  | 0   | 0   | 0   | 0   | 8     |
|        | Pará                | 4   | 2   | 2   | 2   | 0  | 0   | 0   | 0   | 0  | 0   | 0   | 0   | 0   | 10    |
|        | Paraíba             | 5   | 2   | 0   | 6   | 0  | 0   | 0   | 0   | 0  | 0   | 0   | 0   | 0   | 13    |
|        | Pernambuco          | 3   | 11  | 0   | 6   | 0  | 0   | 1   | 0   | 1  | 1   | 1   | 0   | 0   | 24    |
|        | Piauí               | 3   | 3   | 0   | 2   | 0  | 0   | 0   | 0   | 0  | 0   | 0   | 0   | 0   | 8     |
|        | Paraná              | 6   | 10  | 0   | 5   | 0  | 0   | 0   | 0   | 0  | 0   | 4   | 0   | 0   | 25    |
|        | TF Rio Branco       | 0   | 1   | 0   | 0   | 0  | 0   | 0   | 0   | 0  | 0   | 0   | 0   | 0   | 1     |
|        | Rio de Janeiro      | 5   | 8   | 2   | 3   | 0  | 0   | 1   | 0   | 0  | 2   | 0   | 0   | 0   | 21    |
|        | Rio Grande do Norte | 3   | 2   | 0   | 1   | 0  | 0   | 0   | 0   | 0  | 0   | 1   | 0   | 0   | 7     |
|        | TF Rondônia         | 0   | 0   | 1   | 0   | 0  | 0   | 0   | 0   | 0  | 0   | 0   | 0   | 0   | 1     |
|        | Rio Grande do Sul   | 7   | 14  | 0   | 1   | 3  | 0   | 0   | 1   | 0  | 0   | 2   | 1   | 0   | 29    |
|        | Santa Catarina      | 6   | 2   | 0   | 6   | 0  | 0   | 0   | 0   | 0  | 0   | 0   | 0   | 0   | 14    |
|        | Sergipe             | 2   | 0   | 0   | 4   | 0  | 0   | 0   | 0   | 1  | 0   | 0   | 0   | 0   | 7     |
|        | São Paulo           | 8   | 9   | 9   | 7   | 0  | 7   | 0   | 1   | 2  | 2   | 9   | 2   | 3   | 59    |
| Total  | Total               | 123 | 104 | 23  | 94  | 5  | 11  | 5   | 4   | 10 | 6   | 18  | 3   | 3   | 409   |